# Берники (река)
Берники (бел. Бернікі) — река в Свислочском районе Гродненской области Беларуси, левый приток реки Крапивница (бассейн Вислы). Длина — 6 км. Начинается в 1 км на восток от деревни Яновщина, устье около северной окраины деревни Стасютичи. Почти на всем протяжении канализирована, за исключением лесного участка (900 м) в 1 км на северо-запад от деревни Берники.